# Clase Flower (1915)

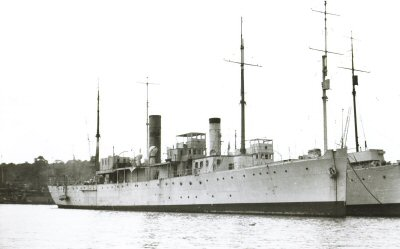
La HMS Bryony como un buque-Q.

La clase Flower comprendía cinco subclases de balandras de guerra construidas para la Royal Navy durante la Primera Guerra Mundial bajo el Programa de Emergencia de Guerra. Eran popularmente conocidas como las "fronteras herbáceas", una referencia en clave de humor a un conocido dicho sobre la Royal Navy ("Los mejores bastiones de Gran Bretaña son sus murallas de madera"), así como a un tipo de límite de jardín popular en el Reino Unido

## Dragaminas de flota
Las balandras de guerra clase Flower fueron diseñadas para construirse en astilleros civiles, a fin de reducir la presión productiva sobre los astilleros navales. Las tres primeras subclases fueron los primeros dragaminas de flota, construidos con cascos triples en la proa para ofrecer protección adicional ante las minas cuando operaban. Cuando los ataques de los submarinos alemanes contra los barcos mercantes británicos se volvieron una seria amenaza después de 1916, los dragaminas clase Flower fueron transferidos a tareas de escolta de convoyes, siendo armados con cargas de profundidad y cañones navales de 120 mm.
- Clase Acacia: primera sublcase construida en 1915. Se construyeron 24 buques en dos lotes de 12. Dos fueron hundidos en la guerra.
- Clase Azalea: se construyeron 12 buques en 1915. Eran buques clase Acacia con ligeras modificaciones; dos fueron hundidos en la guerra.
- Clase Arabis: se construyeron 36 buques en 1915, de los cuales 8 para la Armada de Francia. Cinco buques británicos y uno francés fueron hundidos durante la guerra.

El HMS Gentian y el HMS Myrtle fueron hundidos por minas en el mar Báltico el 16 de julio de 1919.

## Señuelos de submarinos (buques-Q)
Las últimas dos subclases, la clase Aubrietia y la clase Anchusa, fueron diseñadas como señuelos de submarinos o buques-Q, con cañones ocultos y una característica apariencia de "barco mercante". Estos buques-Q fueron los primeros buques antisubmarinos construidos, siendo sucedidos por las balandras antisubmarinos de la Segunda Guerra Mundial, las cuales evolucionaron en la moderna fragata antisubmarino durante la Batalla del Atlántico.
- Clase Aubrietia: se construyeron 12 buques en 1916; dos fueron hundidos en la guerra.
- Clase Anchusa: se construyeron 28 buques en 1917. Fueron empleados como buques-Q; seis fueron hundidos en la guerra.

## Historial de servicio
En total se construyeron unos 112 buques clase Flower para la Royal Navy, además de 8 para la Armada de Francia. Durante la guerra fueron hundidos 17 buques británicos y uno francés.
Algunos buques de esta clase sirvieron durante el periodo de entreguerras como patrulleros en diversas colonias británicas, pero casi todos fueron desmantelados al inicio de la Segunda Guerra Mundial. Esto permitió que la mayoría de los nombres de los buques de esta clase fueran reutilizados en las nuevas corbetas clase Flower.

## Ejemplares sobrevivientes
Dos unidades de la clase Anchusa, el HMS Chrysanthemum y el HMS Saxifrage (rebautizado President en 1922), sobrevivieron a la guerra y fueron amarrados a orillas del Támesis para servir como buques de entrenamiento para los reservistas de la Royal Navy hasta 1988, habiendo estado al servicio de la Royal Navy por 70 años. El Chrysanthemum fue vendido a un propietario particular y fue desmantelado en 1995. El President fue vendido y conservado, siendo uno de los últimos tres buques de guerra de la Royal Navy construidos durante la Primera Guerra Mundial, junto al crucero ligero HMS Caroline en Belfast y el monitor HMS M33 en la Base naval de Portsmouth.    